# Câmpani
Câmpani – wieś w Rumunii, w okręgu Bihor, w gminie Câmpani. W 2011 roku liczyła 822 mieszkańców.